# 马可·穆勒
马可·穆勒（Marco Müller，1953年6月7日—），生于意大利罗马。著名的电影制片人、电影史家、影评人，先后担任多个电影节的主席。

## 经历

### 爱上中国电影
1974年，出于对中国这个神秘东方古国的向往，马可·穆勒来到中国打算研究人类学，但由于联系的中国社会科学院已终止了这一学科，他最终辗转来到辽宁大学研究群众文艺。由于学校在文革期间处于半停滞状态，使他有时间看了中国的样板戏电影和当时属于社会主义国家拍摄的电影。他也因此学会了样板戏的一些唱段。
马可研究生毕业后在北京遇到了杜阿梅并与她结婚。这段时间里，他还结识了在北京电影学院学习的中国第五代电影人。之后到南京大学做访问学者，1977年6月，马可·穆勒在学校的露天电影场看到了谢晋导演的《红色娘子军》，从此便真正爱上了谢晋导演和中国电影。那一时期，他还看了很多民国时期的老电影如《神女》、《十字街头》、《天涯歌女》等。同时在现实中对中国社会的了解也让他在日后对中国第五代电影人最初拿给世人的作品充满了认同感。对于在中国的这段经历，马可曾说：“正是因为中国电影才让我觉得我应该继续把时间奉献给电影，甚至去主办大型的国际电影节。”

### 推广中国电影
回国后，马可放弃了原先的音乐教育工作，开始专心研究电影。并为欧洲的一些报纸和期刊写文章，策划电影丛书。1982年，他在首届都灵电影节上筹办了一次大规模的中国电影回顾展。之后他又担任了佩萨罗电影节、鹿特丹电影节主席。1983年，他在佩萨罗电影节策划“亚洲电影面面观”单元，组织专题放映香港电影。1986年，马可在电影研究和组织方面的突出才华引起了威尼斯电影节的注意，他们请马可专门负责亚洲的选片工作。从此，他担任该电影节选片委员会的亚洲区选片工作长达18年之久。上任第一年，他就将凌子导演的《原野》（杨在葆、刘晓庆主演）送到了威尼斯电影节，这也是中国大陆第一部参加国外大型影展的影片。他还将陈凯歌导演的《黄土地》介绍到洛迦诺电影节，甚至最后电影获得银豹奖，也是由他代为上台领奖。第一部在威尼斯电影节获奖的中国大陆电影、张艺谋导演的《大红灯笼高高挂》同样也是由他推荐的。不过在第五代导演中，马可最欣赏的却是田壮壮。1991年起，他担任了10年的洛迦诺电影节主席，那期间的金豹奖给了一些在中国未能公映的电影，如王朔导演的《我是你爸爸》和吕乐导演的《赵先生》。
2004年起，马可任威尼斯国际电影节主席（artistic director），任期4年。他也对电影节做了一些改革，使之成为一个“灵活轻快”的电影节。第61届电影节删除了“逆流而上单元”，第62届电影节更是大量精简了影片数量，并将纪录片归入了“地平线单元”。
2005年8月31日，在第62届威尼斯国际电影节开幕的同一天，马可主编的一本旨在让更多的观众真正了解中国电影走过的道路的关于中国电影历史的书《电的影子》出版。他曾保证“到中国电影诞生100周年的时候，威尼斯电影节一定会想办法用最美丽的方式来祝贺”，而第62届威尼斯国际电影节也确实兑现了他的诺言。
2015年1月，马克·穆勒受邀担任第五届北京国际电影节首席顾问。

## 获奖记录
由他担任制片及联合制片的多部电影都在各大电影节获奖。如张元导演的《过年回家》夺得第56届威尼斯电影节五个奖项；《无主之地》获第74届奥斯卡奖最佳外语片奖；《无记名投票》获第58届威尼斯电影节最佳导演奖等。